# Shafiq Mureed

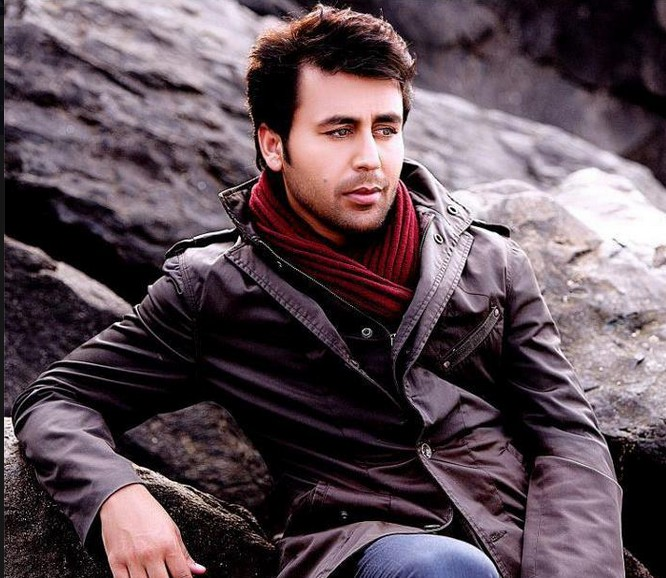
Mureed in 2012

Shafiq Mureed (Pashto: شفيق مريد) is een Afghaans zanger en componist, geboren in de provincie Laghman. Hij zingt in het Pashto en het Dari. Tot zijn repertoire behoren de liedjes "Ghroor" en "Ta sara Mina laram". Dat laatste liedje heeft hij samen met Seeta Qasimi gezongen. Mureed componeert ook voor andere zangers.  
In 2012 werd een concert te Herat geannuleerd nadat een religieus leider het concert als niet-islamitisch had bestempeld.